# Frontalier
Un frontalier, un travailleur frontalier, ou un travailleur transfrontalier, est une personne (généralement salariée) qui habite dans un pays et travaille dans le pays voisin. La dénomination "travail frontalier" date du début du XXe siècle. 

## Histoire
Le statut du travailleur transfrontalier a beaucoup varié selon les époques. Les gisements d'emplois réguliers étaient autrefois surtout agricoles et alors saisonniers, puis lors de la révolution industrielle, les charbonnages et la métallurgie et le textile ont nécessité une importante main d'œuvre, dont internationale et frontalière (Ainsi à la fin du XIXe siècle le développement du bassin minier attire de nombreux travailleurs belges en France ; dans le département du nord les grandes villes abritent plus de 20% de belges et beaucoup plus dans certains quartiers. À la fin du XXe siècle les flux se sont inversés, c'est la Belgique qui attire les travailleurs français. Dans le nord de la France et en Wallonie, les charbonnages concurrents exploitaient un même bassin minier. De même les mines de fer de Lorraine et du Luxembourg exploitaient un même gisement de fer ; Dans ces deux régions industrielles, les échanges transfrontaliers d'une main-d’œuvre souvent déjà formée au métier ont été courants durant deux siècles (Dumont, 2004 : p. 18).) Un autre gisement d'emplois frontalier (gisement bien moindre que pour l'industrie) est le secteur de la finance (ex : Luxembourg (3612 frontaliers français en 2015) et la Suisse en Europe). Au Luxembourg le nombre des travailleurs frontaliers belges (qui était le plus élevé) tend à diminuer, au profit du nombre de français.
Autrefois les travailleurs s'installaient pour plusieurs semaines ou mois dans le pays voisin. Puis avec l'apparition du train puis des bus (vers 1920) les déplacements se sont faits hebdomadaires et enfin quotidiens (« navettes » une notion intégrée dans un accord sur le travail frontalier signé entre la France et la Belgique le 28 juillet 1928 ; on parle aussi de déplacements pendulaires), avec donc une empreinte écologique accrue des transports transfrontaliers.

## Statut du travailleur frontalier
Selon l’European industrial relations dictionary : « A frontier worker is someone who is employed in a Member State but resides in another, where he/she returns at least once a week. » (« Un frontalier est quelqu'un qui est employé dans un état membre de l'Union européenne mais qui réside dans un autre, et qui revient dans ce pays au moins une fois par semaine. »). En Europe chaque citoyen européen peut librement se déplacer d'un État membre de l'UE à des fins de travail sans subir de discrimination en matière d'emploi, de rémunération ou d'autres conditions de travail. Le travailleur frontalier a des droits prévus par des règles communautaires spéciales qui sont notamment :
La définition du travailleur frontalier doit être appréhendée d'un double point de vue : du point de vue de la sécurité sociale et du point de vue de la fiscalité.
Ces deux notions sont totalement indépendantes ; on peut donc être considéré comme travailleur frontalier du point de vue de la sécurité sociale, tout en ne l'étant pas du point de vue de la fiscalité.

### Sécurité sociale
En ce qui concerne la sécurité sociale, la définition du travailleur frontalier en Europe est donnée par l’article 1er (1) b) du règlement du 14 juin 1971 (règlement 1408/71) de l'Union européenne :
« Le terme « travailleur frontalier » désigne tout salarié ou non salarié qui exerce son activité professionnelle sur le territoire d’un État membre et réside sur le territoire d’un autre État membre, où il retourne en principe chaque jour ou au moins une fois par semaine »
Ainsi, on peut être considéré comme travailleur frontalier du point de vue de la sécurité sociale, dès lors que l'on revient au moins une fois par semaine à son domicile : avec les moyens de transports actuels apparaissent donc de nouveaux travailleurs frontaliers
exemple : un travailleur qui réside à Paris et exerce son activité au Luxembourg bénéficiera du statut social de travailleur frontalier à la seule condition qu'il revienne au moins une fois par semaine à son domicile parisien.
Le règlement 1408/71 coordonne les régimes de sécurité sociale des États membres de l'Espace économique et européen ; 7 branches principales peuvent être dissociées : l'assurance maladie-maternité / les prestations familiales / l'assurance contre les accidents du travail et maladies professionnelles / l'invalidité / l'assurance chômage / l'assurance vieillesse.

### Fiscalité
En ce qui concerne la fiscalité, la notion de travailleur frontalier varie selon les conventions fiscales bilatérales applicables. Il n'y a pas de règles communautaires particulières dédiées aux travailleurs frontaliers ni de définition propre du travailleur transfrontalier. Les droits d'imposition sont donc répartis entre les États membres concernés, au vu des règles fiscales qui y existent. Des États membres riverains se mettent souvent d'accord sur des règles spéciales pour les travailleurs transfrontaliers (conventions bilatérales de double imposition ; les règles peuvent fortement varier selon les états, allant d'une convention de double imposition à d'autres règles. Ceci concerne tant la définition des taxes/impôts que la répartition des droits d'imposition entre les États membres concernés. Théoriquement les règles spéciales dédiées aux travailleurs frontaliers sont limitées aux personnes qui vivent et travaillent à proximité de la frontière et qui sont employées. Parfois elles ne concernent que les employés du secteur privé. Parfois le travailleur peut choisir d'être imposés dans l'un des États membres ou dans les deux et dans ce dernier cas, l'impôt payé dans l'État membre où les travaux sont exécutés sont habituellement aussi prise en compte pour le calcul de la charge fiscale dans l'État membre de résidence, pour qu'il n'y ait pas de double imposition, mais la jurisprudence européenne.
Recommandation européenne : Le 21 décembre 1993, la Commission a publié une recommandation (94/079 / CE) sur l’imposition de certains éléments de revenus perçus par des non-résidents dans un État membre autre que celui dans lequel ils résident.la commission invite les États membres à mettre en place un système communautaire d'imposition des revenus des travailleurs non-résidents. Les non-résidents devraient avoir droit au même traitement fiscal que les résidents s'ils perçoivent la majeure partie de leurs revenus totaux dans un État membre. L'État membre de résidence serait alors autorisé à réduire les avantages fiscaux personnels en conséquence, pour éviter que les indemnités personnelles ne puissent être utilisées deux fois. la jurisprudence européenne a confirmé ces principes le 14 février 1995 et dans des arrêts ultérieurs,.
Pour exemple, la convention fiscale franco-luxembourgeoise ne parle pas de frontalier mais de résident ou de non résident fiscal, alors que la notion de travailleur frontalier dans la convention fiscale franco-belge fait référence à une aire géographique de 20 km de part et d'autre de la frontière.
Une liste de toutes les conventions internationales (dont les conventions avec les pays frontaliers) signées par la France, est publiée par la Direction générale des Finances publiques sous la forme du Bulletin officiel des impôts.

### Droit du travail
Il a beaucoup varié selon les époques et les contextes. Il porte notamment sur les contrats de travail, la retraite, les remboursements d'allocations chômage la fiscalité (parfois très complexe pour les frontaliers), la sécurité sociale et l'assurance maladie, avec une harmonisation progressive entre pays en Europe (où comme ailleurs des cas de régimes discriminatoires pouvaient ou peuvent encore concerner des travailleurs transfrontaliers dont le revenu peut être soumis à plusieurs législations fiscales…).
Il a toujours été modifié ou perturbé lors des périodes de guerre ou de révolution et plus ou moins facilité dans les contexte de manque de main d'œuvre ou lorsqu'une frontière sépare deux pays à niveau de richesse très différents (Mexique/États-Unis par exemple).
Ces travailleurs sont souvent parmi les plus vulnérables aux aléas de la conjoncture économique.

Il existe une ONG, l'association CDTF (Comité de défense des travailleurs frontaliers) dédiée aux droits de ces travailleurs.

### Non-discrimination
La non-discrimination dans l'État de résidence est garantie par le traité CE (un travailleur transfrontalier ne peut être discriminé en raison de ce statut dans son État de résidence ; il a le même droit à la déduction des coûts liés au travail ou aux coûts de la personne (ex : frais de déplacement aller-retour au travail, cotisations de sécurité sociale payées dans l'État membre d'emploi ou d'activité indépendante, frais de garde d'enfants, les cotisations de pension, etc. En Europe, dans l'État où il exerce son emploi, le travailleur transfrontalier est inclus dans la catégorie des travailleurs non-résidents (ce qui signifie que sa résidence fiscale est ailleurs, mais que conformément aux articles 39 CE et 7 du règlement 1612/68, il a les mêmes avantages fiscaux que les travailleurs nationaux. Concernant sa situation personnelle et familiale, cette même règle s'applique tant que la situation d'un travailleur non-résident est comparable à celle d'un travailleur résident. La Cour européenne de justice considère que les résidents et non-résidents ne sont généralement pas dans la même situation et que donc des différences de taxation entre résidents et non-résidents ne constituent pas nécessairement une discrimination. 
 Les règles interdisant dans un pays européen la déduction des frais et dépenses d'un revenu imposable ne sont pas autorisées si les frais et dépenses sont directement liés à l'activité économique qui a généré le revenu imposable.

## Enjeux socio-économiques, environnementaux, sanitaires et culturels
Il est probable que depuis que les frontières existent, il existe aussi des travailleurs transfrontaliers, qui ont largement contribué au développement économique, culturel et social des régions frontalières.
Les migrations quotidiennes de frontaliers pour le travail créent des flux financiers et de transport spécifiques. Leur salaire, gagné d'un côté de la frontière, sert ainsi dans une autre économie nationale. Cependant le pays accueillant les frontaliers peut ainsi y trouver divers avantages : main-d'œuvre abondante, souvent moins exigeante et tout aussi qualifiée. 
On parle aujourd'hui d'enjeux de mobilité géographique du travailleur frontalier (souvent dépendants de la voiture individuelle,), enjeux qui prennent une importance environnementale avec les émissions de gaz à effet de serre et les consommations d'énergie et pollutions routières, sonores, lumineuses, etc. exacerbées par les déplacements pendulaires.
Le travail frontalier a souvent contribué à la naissance d'une gouvernance transfrontalière et parfois à des pratiques locales particulières de démocratie ou de citoyenneté.
Des enjeux sanitaires particuliers existent en période de risque pandémique, ou pour le suivi de la santé des travailleurs détachés ou frontaliers. 
Par ailleurs, la pandémie de COVID en 2020-2021 a eu un effet fiscal indirect sur la situation Belgo-Luxembourgeoise. Le télétravail, qui influe sur l'aspect transfrontalier de la relation de travail (du fait qu'une partie des prestations ait lieu dans le pays de résidence plutôt que dans le pays où est établi l'employeur), fait dans ce cadre l'objet depuis 2021 d'un accord entre les deux pays, que la Belgique tarde par ailleurs à ratifier. Le recours au télétravail durant la pandémie a induit une exception pour force majeure, et le fait que de nombreux travailleurs aient souhaité pouvoir prolonger le recours au télétravail au delà du confinement les met en porte-à-faux avec les modalités de cet accord et donc de la convention de prévention de la double imposition entre les deux pays (dépassement du nombre admis de 24 ou 34 jours de télétravail sur le sol Belge) par année fiscale. (nl) Aymeric Henniaux, « Télétravail des frontaliers belges : enfin une réponse claire ? », sur lesfrontaliers.lu, 17 octobre 2022 (consulté le 23 juillet 2023)
Des enjeux de prospective existe pour les aménageurs du territoire qui doivent dans la mesure du possible anticiper sur les besoins administratifs et en infrastructures de transport et d'accueil.

## Par Pays

### Au Luxembourg
Les frontaliers proviennent de France, Belgique et Allemagne.
Au 31 mars 2016, le Luxembourg comptait 393 700 salariés (résidents et frontaliers confondus). Les frontaliers représentaient 44,0 % des travailleurs au Grand-duché (173 110), dont 24,9 % en provenance de l'Allemagne (43 020), 24,8 % de la Belgique (42 960) et 50,3 % de la France (87 130).
Selon la caisse de maladie des ouvriers du Luxembourg :
« Est frontalier, tout travailleur salarié ou non salarié qui exerce son activité professionnelle sur le territoire d'un État membre de la Communauté européenne et qui réside sur le territoire d'un autre État membre. » 

#### Contexte franco-luxembourgeois
Le CRD EURES Lorraine, membre du réseau EURES de la Commission européenne, met gratuitement à disposition des travailleurs un « Guide pour les frontaliers franco-luxembourgeois » exposant le droit du travail applicable, leur protection sociale ainsi que la fiscalité de leurs traitements et salaires.
Le problème de la langue reste l'un des plus évidents, cependant la « tendance » impose au pays hôte de s'adapter, c'est ainsi que bien que le luxembourgeois soit la langue principale du Luxembourg, le français est devenu la langue principale des annonces de recherches d'emplois devant l'anglais . Cependant le Luxembourgeois reste la langue principale des entreprises du pays
C'est aussi de nombreux salaires qui « partent » du pays, une fois versés. Cependant des secteurs comme les transports, la restauration bénéficient de ce flux de travailleurs.

#### Contexte belgo-luxembourgeois
La Belgique et le Luxembourg ont fixé les modalités du travail transfrontalier dans une série de conventions : 
- la convention belgo-luxembourgeoise préventive de la double imposition conclue le 17 septembre 1970
- la convention belgo-luxembourgeoise du 24 mars 1994 relative à la sécurité sociale des travailleurs frontaliers[24].

Partant de la définition générale de travailleur transfrontalier (retour dans le pays de résidence au moins une fois par semaine), cette convention prévoit :
- Les modalités permettant au travailleur de se soigner dans son pays de résidence, tout en étant couvert par la sécurité sociale du Luxembourg, moyennant l'affiliation à une caisse d'assurance maladie belge (mutuelle)[25]
- La possibilité pour le travailleur de prester maximum 24 jours (ou parties de jours) en dehors du territoire Luxembourgeois sans que ceux-ci ne soient imposés en Belgique. Cette tolérance peut être insuffisante pour les travailleurs des sociétés de service prestant sur site ou en cas de télétravail. La circulaire administrative AGFisc N°22/2015 prévoit cependant quelques dérogations :
  - les cas de force majeure (blocage des voies de communication, confinement sanitaire)
  - les jours de transit vers un lieu de travail distant
  - les jours où un rendez-vous médical est prévu
  - et naturellement les jours de dispense de travail (congés, maladies, grève...)

Le cas du télétravail doit donc être examiné plus spécifiquement. S'il s'agit d'un télétravail contraint, il y a dérogation. S'il s'agit d'une convenance personnelle ou d'un accord entre le travailleur et son employeur, il est à comptabiliser dans le forfait de 24 jours (à réduire proportionnellement en cas de travail à temps partiel), au delà duquel le travailleur sera imposé dans les deux (ou plusieurs) pays, au prorata des jours prestés dans chacun d'entre eux.

### En Belgique
Par principe, le modèle de convention de l’Organisation de coopération et de développement économiques (OCDE) prévoit l’imposition des salariés frontaliers dans l’état d’exercice de l’activité des rémunérations.

#### Contexte franco-belge
Ce principe a été transposé dans le premier paragraphe de l’article 11 de la convention fiscale franco-belge du 10 mars 1964, qui prévoit bien que l’imposition des revenus provenant d’un travail dépendant (travailleurs salariés du secteur privé) est réservée à l’état où s’exerce l’activité personnelle source des revenus. Il s'agit bien de l'exercice de l'activité et non du siège social de l'entreprise, ainsi, un maçon travaillant pour une société Luxembourgeoise active également sur des chantiers en Belgique, en France, en Allemagne (dans le cadre de la libre circulation des biens et services) est susceptible d'être imposé dans les quatre états. Pour limiter la surcharge administrative découlant de ce principe, des conventions bilatérales sont signées entre certains états.
Ainsi, par dérogation au principe général, le régime frontalier franco-belge prévoit l’imposition exclusive dans l’état de résidence du salarié des traitements, salaires et autres rémunérations reçus par ce résident dès lors qu’il dispose d’un foyer d’habitation dans la zone frontalière (d'environ 40 km de part et d'autre de la frontière (franco/belge)) et qu’il exerce son activité dans la zone frontalière de l’autre état.
Des difficultés d’application de ce régime étant apparues, la France et la Belgique ont signé le 12 décembre 2008 un nouvel avenant à la convention du 10 mars 1964 tendant à éviter les doubles impositions et à établir des règles d’assistance administrative et juridique réciproque en matière d’impôts sur les revenus.
Cet avenant est entré en vigueur le 17 décembre 2009. Une instruction fiscale (Bulletin officiel des Impôts 14-B-2-11 du 19 septembre 2011) précise le régimes fiscal applicable aux salariés Français et Belges ainsi que les communes concernées par la zone frontalière.
En 2005, on dénombrait 25 665 travailleurs frontaliers franco-belges pour 5 260 travailleurs frontaliers belgo-français.

#### Contexte belgo-allemand
Le cas des travailleurs frontaliers Belgo-allemands est fixé par une convention belgo-allemande du 11 avril 1967.

## En France

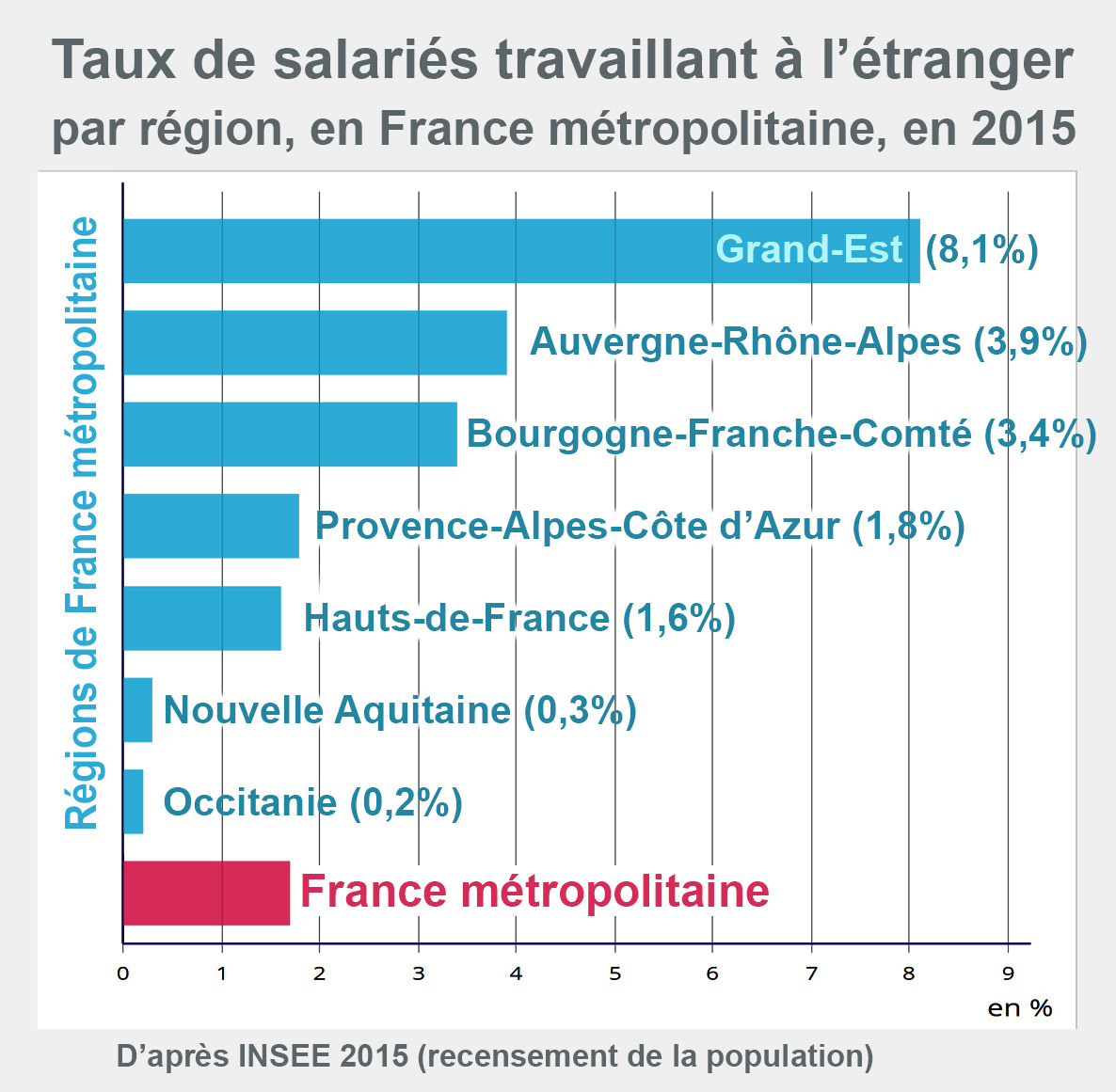
Taux de salariés travailleurs transfrontaliers en France métropolitaine (par région, en 2015)

Dans ce pays des données sur le sujet sont par exemple et notamment collectées et analysées par l'INSEE, L’Observatoire interrégional du marché de l'emploi...
Dans le nord du pays des travailleurs transfrontaliers concernent la Belgique (Flandre, Région Bruxelles-Capitale et Wallonie), le Luxembourg et l'Allemagne.

Selon les données disponibles à l'INSEE en 2019, les flux de travailleurs transfrontaliers sont moindres dans le Nord de la France que dans d'autres régions. Il y avait fin 2017 environ 24 200 salariés des Hauts-de-France qui travaillaient à l'étranger (en grande majorité en Belgique : 23 700 personnes environ)).

1,6 % des salariés de la région étaient frontaliers seulement (contre 8,1% de ceux de la région Grand Est). 75% des salariés français travaillant fin 2017 en Belgique venaient des Hauts-de-France. La Belgique a été fiscalement autrefois plus attractive pour des travailleurs français ce qui avait conduit à des déplacements pendulaires inégaux, principalement orientés de la France vers la Belgique. Elle l'est moins faisant qu'en 4 ans (de 2013 à 2017) le nombre de travailleurs des Hauts-de-France travaillant en Belgique a significativement diminué (-10,5 %) ; et inversement le nombre de Belges venant travailler en Hauts-de-France a lui augmenté de 14,2 % dans le même temps (environ 10 500 salariés résident en Belgique venaient fin 2017 travailler dans les Hauts-de-France, à 97% dans le département du Nord. 
Sans surprise (pour des raisons linguistiques) les arrondissements wallons et francophones de Mouscron, Tournai et Mons accueillent presque tous les frontaliers des Hauts-de-France. C'est en France la zone d'emploi de Maubeuge qui envoie le plus de salariés frontaliers en Belgique (7,7 % des salariés).

En termes de genre, fin 2017, 71% travailleurs frontaliers des hauts de France étaient des hommes (alors que ces derniers sont 53 % des actifs dans cette région). En termes de type d'emploi, plus de 50% de ces travailleurs sont des ouvriers (ouvriers qualifié de l'industrie manufacturière notamment). Les profils ouvriers sont les plus nombreux au nord de la région Hauts-de-France, près des zones et sites et industriels flamands (zones non francophones) alors qu'au sud de la Wallonie, les jeunes cadres travaillent dans le domaine de la santé publique dominent. Depuis les années 2000 émergent dans cette région deux pôles de gouvernance transfrontalière ; sur le secteur Dunkerquois d'une part, et sur le secteur LIKOTO (Lille-Courtrai, Tournai).

### Aux Pays-Bas
Au milieu des années 1990, le nombre de travailleurs frontaliers belges était largement supérieur au nombre de frontaliers allemands : 1 350 frontaliers en provenance de l'Allemagne en 1994 et 13 256 frontaliers en provenance de la Belgique en 1995. En 2009, le nombre total de travailleurs frontaliers a considérablement augmenté et leur provenance s'équilibre entre l'Allemagne et la Belgique. Il y avait alors environ 47 000 frontaliers allemands et environ 44 000 frontaliers belges travaillant aux Pays-Bas.

### En Suisse

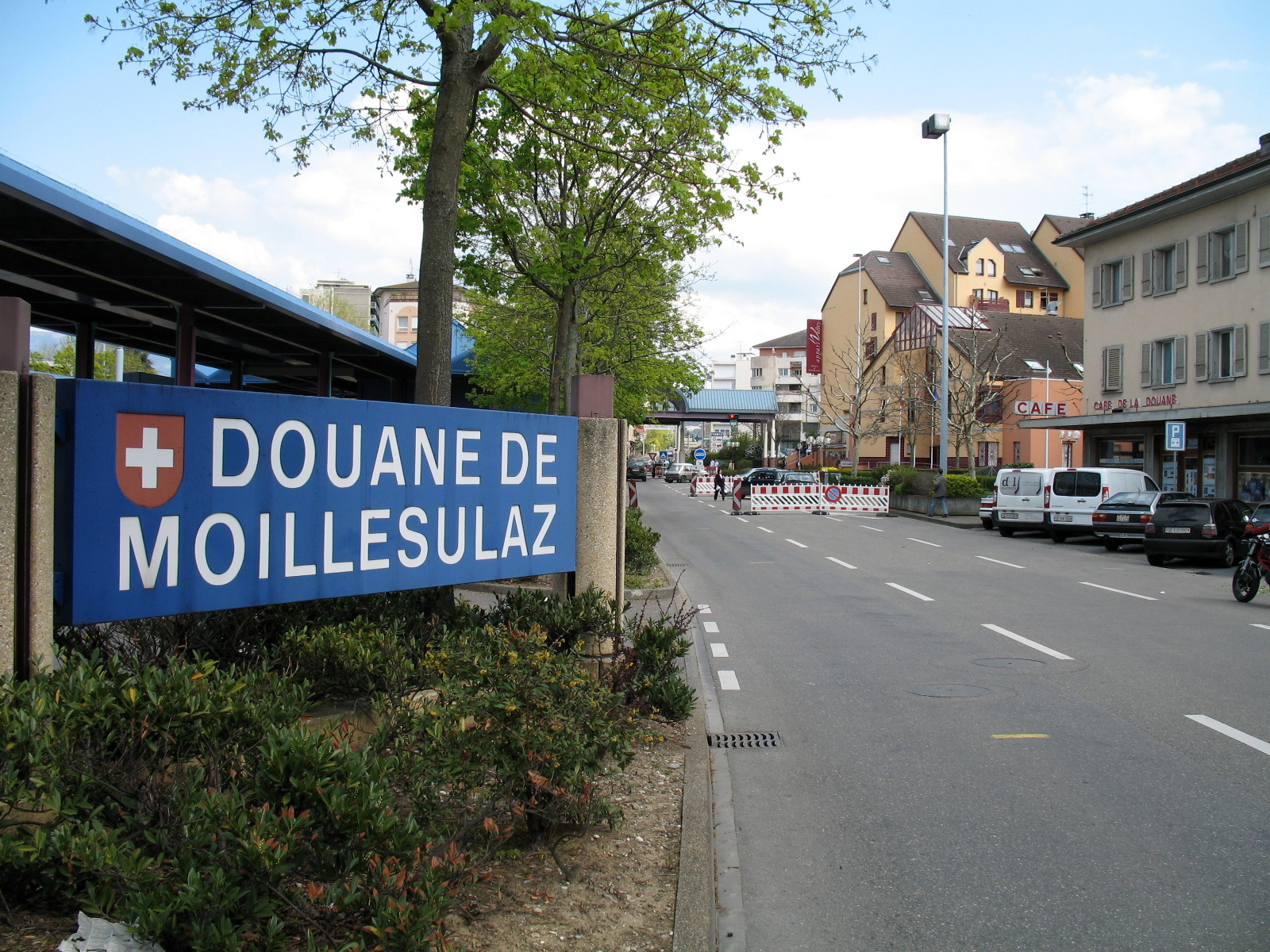
La douane de Moillesulaz, entre Genève et Annemasse, un des principaux points de passage des travailleurs frontaliers entre Suisse et France.

L'administration fédérale des contributions (AFC) donne une définition tirée de l’article 3 de l’accord entre le gouvernement de la République française et la Confédération suisse signé le 11 avril 1983  : 
« Est considéré comme travailleur frontalier toute personne résidente d’un État qui exerce une activité salariée dans l’autre État chez un employeur établi dans cet autre État et qui retourne, « en règle générale », chaque jour dans l’État dont elle est le résident. »
Contrairement au Luxembourg, la notion de « Communauté européenne » n'est pas mentionnée. Par contre, il est question du déplacement quotidien du travailleur. Une précédente version de ces accords avec la France remonte au 15 avril 1958 .
Cela a été profondément modifié avec les accords bilatéraux entre la Suisse et l'Union européenne. Un frontalier est une personne habitant dans l'Union européenne et travaillant en Suisse, mais devant retourner une fois par semaine à son domicile, où qu'il habite.
Le nombre de frontaliers a connu une légère baisse depuis 1990, puis a augmenté de manière régulière à partir de 1998. Entre 1998  et 2013, le nombre de frontaliers a plus que doublé passant de 134 982 frontaliers actifs à 278 534 frontaliers actifs. Près de 25 % de ces frontaliers travaillent à Genève où ils représentent près de 17 % des personnes en activité. La Suisse comptabilise aussi les pendulaires : ce sont des personnes qui travaillent dans un canton autre que leur canton de résidence. Voir ci-dessous le cas de Genève.
Ces données concernent les frontaliers actifs en Suisse, et l'Office fédéral de la statistique (OFS) signale qu'il y a un décalage croissant entre le nombre de permis frontaliers délivrés et le nombre de frontaliers actifs (en 2013, par exemple, à Genève 86 900 permis pour 69 200 frontaliers actifs).
Dès le 1er juin 2002, les frontaliers pouvaient également exercer une activité indépendante. Selon le rapport de l'OFS, moins de 300 travailleurs sont devenus indépendants.
À partir de juin 2007 certaines zones frontalières ont été supprimées, ce qui signifie que l'on peut habiter à n'importe quel endroit de l'Union européenne pour travailler en Suisse (à condition de retourner à son domicile une fois par semaine au moins).

#### Répartition
Fin 2013, on comptait  278 534 travailleurs frontaliers allemands, français et italiens actifs en Suisse. 52,3 % des frontaliers sont domiciliés en France, 20,9 % en Allemagne, 23,3 % en Italie et 3,1 % en Autriche. Environ quatre cinquièmes des frontaliers travaillent dans trois grandes régions:
- Genève et la région lémanique (Valais, Vaud) : 33,6 %. Les frontaliers proviennent de France (principalement Haute-Savoie et Ain), les principaux axes de transit sont Genève, Saint-Gingolph, ainsi que les voies frontalières au nord-ouest de la Romandie (Vaud, Neuchâtel et Jura) avec notamment la route qui mène à Pontarlier. Dans la région lémanique, environ un actif occupé sur dix (9,6 %) est un frontalier ;
- Suisse du Nord-Ouest (agglomération bâloise et Argovie) : 24,9 %. Les frontaliers proviennent de France et d'Allemagne ;
- le canton du Tessin : 21,1 %. Les frontaliers proviennent d'Italie (Chiasso).

60 % des frontaliers travaillent dans le secteur tertiaire et près de 40 % dans le secteur secondaire.
45,9 % des 138 542 frontaliers domiciliés en France au 3e trimestre 2012 sont employés dans le canton de Genève  (63 595), 16,2 %  dans le canton de Vaud (22 490), 20,8 % dans les cantons de Bâle (28 790), 7,3 % dans le canton de Neuchâtel (10 148), 4,7 % dans le canton du Jura (6 485) et 5,1 % dans les autres cantons (7 035).
| Frontaliers étrangers en activité         | 3e trim. 2012 | %     |
| TOTAL                                     | 264 741       | 100.0 |
| Sexe                                      |               |       |
| Hommes                                    | 169 772       | 64.1  |
| Femmes                                    | 94 969        | 35.9  |
| Grande région                             |               |       |
| Région Lémanique                          | 89 017        | 33.6  |
| Espace Mittelland                         | 21 077        | 8.0   |
| Suisse du Nord-Ouest                      | 66 074        | 25.0  |
| Zurich                                    | 8 134         | 3.1   |
| Suisse orientale                          | 23 207        | 8.8   |
| Suisse centrale                           | 1 353         | 0.5   |
| Tessin                                    | 55 879        | 21.1  |
| Secteur économique                        |               |       |
| Secteur primaire                          | 1 873         | 0.7   |
| Secteur secondaire                        | 105 083       | 39.7  |
| Secteur tertiaire                         | 157 785       | 59.6  |
| Pays de résidence                         |               |       |
| Allemagne                                 | 55 311        | 20.9  |
| France                                    | 138 542       | 52.3  |
| Italie                                    | 61 801        | 23.3  |
| Autriche                                  | 8 120         | 3.1   |
| autres pays                               | 967           | 0.4   |
| Professions exercées (ISCO)               |               |       |
| Directeurs, cadres de direction, gérants  | 18 230        | 6.9   |
| Prof. intellectuelles et scientifiques    | 30 689        | 11.6  |
| Professions intermédiaires                | 45 669        | 17.3  |
| Employés de type administratif            | 23 364        | 8.8   |
| Pers. des services, commerçants, vendeurs | 36 200        | 13.7  |
| Agriculteurs, sylviculteurs               | 1 356         | 0.5   |
| Métiers de l’industrie et de l’artisanat  | 43 380        | 16.4  |
| Conducteurs et assembleurs                | 16 649        | 6.3   |
| Professions élémentaires                  | 46 483        | 17.6  |
| Non attribuable                           | 2 722         | 1.0   |

#### Le cas du canton de Genève

##### Définition
"Le terme de frontalier désigne un travailleur étranger, titulaire d’une autorisation de travail spécifique (permis G), qui exerce une activité lucrative en Suisse, tout en conservant son domicile à l’extérieur des frontières de la Suisse, quelle que soit sa nationalité."
Cependant, il est vrai que cette définition ne prend pas en compte les Suisses qui viennent vivre en France et qui eux aussi passent la frontière pour se rendre à leur lieu de travail. On les appelle les « travailleurs frontaliers suisses ». Ils sont donc de nationalité suisse, travaillent en Suisse mais décident de s'installer en France pour des raisons diverses, notamment dû au coût de la vie et des logements. En 2008, on recense 80 000 personnes qui viennent travailler sur le territoire genevois, mais qui habitent en France.
De plus, il faut y ajouter les travailleurs venant exercer leur profession sur le canton de Genève provenant du canton de Vaud (ils seraient environ 24 000 à effectuer le trajet quotidiennement), même s'ils n'entrent pas dans la définition stricto sensu citée auparavant.

##### Conditions pour travailler en Suisse
Un travailleur frontalier (ressortissant de l'Union européenne à l'exception de la Bulgarie et de la Roumanie) désireux de travailler en Suisse, et donc à Genève, doit posséder un permis G (autorisation frontalière de travail). À noter qu'il peut y avoir des variations dans la procédure de délivrance des autorisations selon les cantons. Pour les frontaliers hors UE, des contingents sont fixés chaque année par la Confédération.
Pour les contrats de moins de 3 mois, il n'est pas nécessaire pour le travailleur frontalier d'être en possession d'un permis G (une déclaration de l'employeur faite sur internet fait l'affaire).
En revanche, pour les contrats de 3 mois ou plus, aucun ressortissant de l'Union européenne n'est en droit de travailler ou même de séjourner en Suisse sans autorisation. C'est l'employeur qui adresse une demande d'autorisation de travail à l'office cantonal de la population.
"Dans des cas particuliers et à des conditions très restrictives, une autorisation frontalière peut être octroyée à des ressortissants des États tiers, de la Bulgarie et Roumanie, s’ils possèdent un droit de séjour durable dans l’un des pays voisins de la Suisse et s’ils habitent dans la zone frontalière depuis 6 mois au moins."

###### Travailleurs frontaliers et télétravail
L'impact du COVID-19 sur les travailleurs frontaliers a été considérable et continue de se faire ressentir, en particulier en ce qui concerne le télétravail. Durant la pandémie, de nombreuses personnes actives en tant que travailleurs frontaliers ont dû faire face à des contraintes majeures liées aux restrictions de déplacement et aux mesures de confinement. Cette période exceptionnelle a eu un profond impact sur leurs modes de travail et de vie.
Pour certains, le télétravail est devenu la norme, et de nombreuses entreprises suisses ont dû s'adapter rapidement à cette nouvelle réalité en mettant en place des outils et des procédures dédiés au travail à distance. Cela a entraîné des modifications significatives dans leur fonctionnement et leurs interactions avec leurs employés.
Cependant, depuis janvier 2023 pour les aspects fiscaux et juillet 2023 pour les aspects sociaux, de nouveaux accords ont été instaurés pour encadrer le télétravail des travailleurs frontaliers. Selon ces accords, les travailleurs frontaliers peuvent désormais télétravailler jusqu'à 40% de leur temps de travail depuis la France sans que cela n'affecte leur situation fiscale. En ce qui concerne les cotisations sociales, ils sont autorisés à télétravailler jusqu'à 50% de leur temps de travail depuis la France tout en continuant à verser leurs cotisations sociales en Suisse.
Ces nouvelles règles ont des répercussions significatives pour les travailleurs frontaliers et leurs employeurs. Certains travailleurs sont confrontés à la nécessité de quitter leur emploi en Suisse ou d'envisager de s'installer en France voisine ou en Suisse afin de se conformer à ces dispositions. Les entreprises suisses, de leur côté, doivent relever des défis administratifs et financiers si elles autorisent leurs employés à dépasser les limites de télétravail spécifiées.

##### Évolution des flux

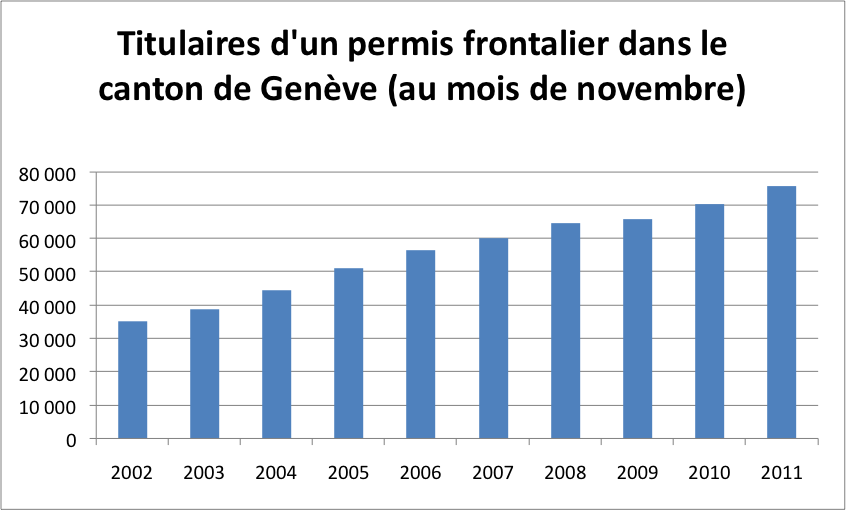
Titulaires d'un permis frontalier dans le canton de Genève, depuis 2002

D'après les statistiques, le nombre de frontaliers actifs qui habitent en France, mais travaillent dans le canton de Genève a largement augmenté ces dernières années (OCSTAT: Office cantonale de la statistique). On peut voir cette évolution depuis 1949 où le flux de frontaliers était seulement de 806 individus. On dénombre 86 900 titulaires d'un permis frontalier fin décembre 2013 dont 69 200 en activité. L'augmentation des flux de frontaliers a été continue et importante à la suite des accords de libre circulation : en 2001 date de l'entrée en vigueur de ces accords, on comptait ainsi 33 206 frontaliers. Entre 2001 et 2012 le nombre de frontaliers a augmenté de 49 012 individus .	
Titulaires d'un permis frontalier dans le canton de Genève, depuis 2002.
| 2002   | 2003   | 2004   | 2005   | 2006   | 2007   | 2008   | 2009   | 2010   | 2011   | 2012   | 2013   |
| 35 514 | 39 179 | 45 081 | 51 136 | 56 929 | 60 630 | 65 126 | 66 195 | 70 445 | 75 847 | 82 218 | 86 900 |

##### Population
Fin 2013, on dénombrait 69 200 frontaliers actifs dans le canton de Genève (titulaires d'un permis G et résidant en France). À noter que ces chiffres n'incluent pas les Suisses installés en France et employés dans le canton de Genève (environ 40 000 personnes) ni les travailleurs internationaux  résidant en France (environ 10 000 personnes) mais seulement les titulaires d'un permis G (91 % de citoyens français et 9 % venant d'autres pays d'Europe et résidant en France). Au total environ 120 000 personnes franchissent quotidiennement la frontière franco-suisse pour travailler dans le canton de Genève.
Les deux départements français qui concentrent les frontaliers sont la Haute-Savoie (76 %), et l'Ain (19,5 %) par effet de proximité avec Genève. D'autres régions françaises plus éloignées et même d'autres pays complètent les 4,5 % restants.
- Graphique des titulaires d'un permis frontalier dans le canton de Genève, selon le lieu de résidence en 2011, page 2

Les principales communes françaises qui regroupent les frontaliers sont Annemasse (5 600 frontaliers), Gaillard (2 500), Saint-Julien-en-Genevois (2 500) et Thonon (1 950) pour la Haute-Savoie. L'Ain vient ensuite avec les communes de Ferney-Voltaire (1 500 frontaliers), Gex (1500), Saint-Genis-Pouilly (1150) et Divonne-les-Bains (1 000). D'autres communes de Haute-Savoie sont également concernés par les flux de frontaliers, comme Annecy (1 450 frontaliers)[réf. incomplète]. qui est à 48 km de Genève dont 20 km d'autoroute.
D'après les statistiques de l'OCSTAT, la majorité des travailleurs actifs sont des hommes (61 % à fin 2010), soit 40 000 personnes. Les femmes quant à elles représentent environ 25 000 personnes. Si on prend la totalité des frontaliers (hommes / femmes), la majorité (2/3) ont entre 25 et 44 ans, et l'âge moyen est de 39,4 ans pour les hommes et 38, 4 ans pour celui des femmes. Ci-contre un aperçu du nombre des frontaliers selon le sexe et le groupe d'âge.
- Graphique du nombre de frontaliers actifs, selon le sexe et le groupe d'âges, en 2011, page 2.

Les frontaliers occupent 22,5 % des emplois du canton au 4e semestre 2011 (63 373 frontaliers actifs / 281 600 emplois dans le canton de Genève). Les professions dans lesquelles exercent les frontaliers sont principalement « la santé humaine et l'action sociale, le commerce de détail et la construction ». Ce sont des branches d'activités pour lesquelles on observe un manque de personnel local. De nombreux travailleurs frontaliers français travaillent ainsi dans les Hôpitaux Universitaires de Genève (HUG) en tant que personnel de soins (infirmiers).
- Graphique du nombre de frontaliers actifs, selon les principales branches économiques, en 2011, page 2.

##### Attractivité de Genève
Plusieurs facteurs sont avancés pour expliquer le nombre de frontaliers à Genève: le différentiel salarial entre la France et la Suisse, mais aussi des branches d'activités très spécifiques qui demandent des qualifications que l'on trouve parmi la main-d'œuvre locale; mais cette main-d'œuvre qualifiée ne suffit pas à couvrir les besoins des entreprises. En 2010, le salaire mensuel brut médian versé à Genève est de 6 775 francs pour 40 heures de travail par semaine, alors qu'il se situe autour de 2 700 euros brut en France . De plus, étant donné le taux de change actuel euro/franc, les frontaliers peuvent bénéficier de cette valeur favorable au franc.
Les frontaliers contribuent à l’entretien des infrastructures des cantons et communes suisses où ils travaillent par le biais d’un dispositif de compensation fiscal entre la France et la Suisse conclu en 1983. La majorité des frontaliers est imposée à la source. Genève rétrocède 3,5 % de la masse salariale des frontaliers aux départements français qui les reversent aux communes proportionnellement au nombre de travailleurs frontaliers qu'elles accueillent. Au total le canton de Genève a rétrocédé, en décembre 2011, 235 millions de francs suisses sur un total de 748 millions encaissés aux départements de l’Ain (56 millions) et de la Haute Savoie (179 millions).
Le travailleur frontalier n'est donc pas soumis à la double imposition :
– s'il est indépendant, il est soumis au régime ordinaire d'imposition dans lequel tous les revenus du contribuable sont imposables ;
– s'il est employé dans le canton de Genève en tant qu'employé, il est soumis au régime d'impôt à la source qui est calculé selon un barème fiscal défini tenant compte des charges familiales.
Dans les deux cas, le travailleur frontalier peut déduire de ses revenus des coûts tels que les frais professionnels ou encore des primes et cotisations d'assurances.
Cependant, une affaire a soulevé une question quant au principe d'égalité de traitement. Un frontalier a ainsi saisi le Tribunal fédéral afin de pouvoir bénéficier des mêmes déductions fiscales qu'un travailleur genevois comme la déduction des frais de transport. Pour qu'il puisse bénéficier de cela et ainsi être traité de « quasi-résidant », le TF a ainsi décidé que le travailleur frontalier devrait gagner la majorité de son salaire en Suisse (plus de 90 %). Il est maintenant au Tribunal administratif de Genève de statuer sur cette décision du TF. Si le Tribunal tranchait en ce sens, il n'y a pas que les droits du travailleur frontalier qui s'en verraient changés mais également ses obligations. Ceci comprendrait surtout les déclarations fiscales de ce dernier et notamment son patrimoine sur lequel le travailleur frontalier imposé à la source n'est pour l'instant pas soumis. Les conséquences pourraient être une mise à niveau égal de l'imposition selon les barèmes en vigueur pour les résidents genevois et selon les situations, le travailleur pourrait ne plus y retrouver son compte. Autre conséquence, mais pour l’État de Genève cette fois: cette mesure quant aux déductions telles que les frais de transports seraient en effet rétroactive et selon les estimations cela coûterait entre 100 et 200 millions de francs au canton du bout du lac,.

##### Politique et représentations
Les travailleurs frontaliers peuvent faire l'objet de représentations négatives, ce que suggèrent les résultats des élections cantonales en 2009. En effet, le MCG (Mouvement des citoyens genevois), qui a fait campagne notamment contre les frontaliers, a montré un réel refus envers les frontaliers et a utilisé les problèmes de chômage, alors à 7 % contre officiellement 5,2 % aujourd'hui comme conséquence du flux de frontaliers. C'est pourquoi, l'image du frontalier s'est réduite à un individu qui vient « chercher les hauts salaires genevois, sans subir le coût de la vie à Genève. »
.

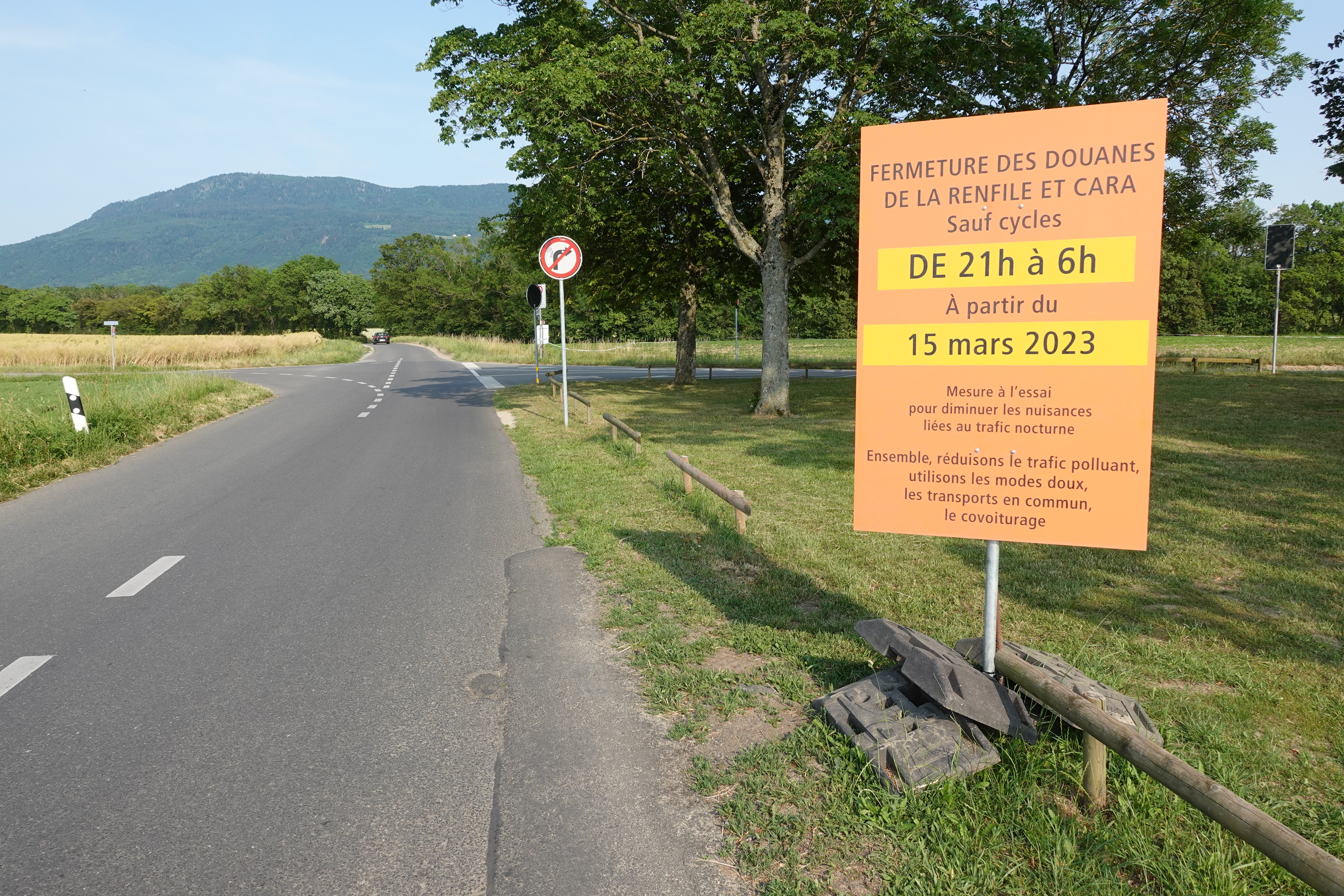
Fermeture des douanes de La Renfile et Cara, sauf cycles, de 21h à 6h.

Le dumping salarial ou le « copinage » sont également des mots qui ressortent dans les journaux, et font peur à une partie des Genevois. Le dumping salarial consiste à embaucher un travailleur frontalier moins cher qu’un travailleur local et le « copinage » est lorsqu’un cadre frontalier n’embauche de préférence que d’autres frontaliers. Malgré les conventions collectives de travail (CCT) qui fixent dans certains secteurs les salaires en Suisse, ces cas de dumping salarial génèrent des débats entre les différents partis politiques du canton.
Le Groupement transfrontalier européen (GTE), est présente depuis 1963 afin de représenter et défendre les droits des frontaliers. C’est une association à but non lucratif, qui s'occupe de la frontière franco-suisse. Son rôle est d'apporter un soutien juridique ainsi que de donner les informations nécessaires aux personnes voulant travailler en Suisse. L'association contient plus de 34 000 adhérents, avec une centaine de bénévoles et sont aidés par 30 salariés. Le GTE permet de répondre aux différents types de questions autant sur le plan collectif qu'individuel. Il peut s'agir du domaine juridique, fiscale ou sociale.

##### Infrastructures transfrontalières
La circulation est l'inconvénient majeur de ce flux frontalier. En effet, étant donné leur lieu de résidence, ils n'ont pas vraiment d'autres choix que d'utiliser leur véhicule personnel. Le trafic au centre-ville et même en périphérie est largement bloqué aux heures de pointe.